# Natação nos Jogos Pan-Americanos de 2011 - 1500 m livre masculino
As competições dos 1500 metros livre masculino da natação nos Jogos Pan-Americanos de 2011 foram realizadas nos dias 17 e 18 de outubro no Centro Aquático Scotiabank, em Guadalajara.

## Medalhistas
| Ouro   | USA Arthur Frayler      |
| Prata  | USA Ryan Feeley         |
| Bronze | ARG Juan Martín Pereyra |

## Recordes
Antes desta competição, os recordes mundiais e olímpicos da prova eram os seguintes:
| Tipo                             | Atleta            | Tempo    | Local          | Data                | Ref |
| -------------------------------- | ----------------- | -------- | -------------- | ------------------- | --- |
|                                  | CHN Sun Yang      | 14m34s14 | Xangai         | 31 de julho de 2011 | ver |
| Recorde dos Jogos Pan-Americanos | USA Chip Peterson | 15m12s33 | Rio de Janeiro | 18 de julho de 2007 | ver |

## Resultados

### Eliminatórias
| Pos. | Bateria | Raia | Nadador             | País               | Tempo    | Obs. |
| ---- | ------- | ---- | ------------------- | ------------------ | -------- | ---- |
| 1    | 2       | 4    | Ryan Feeley         | USA Estados Unidos | 15:32.86 | Q    |
| 2    | 1       | 4    | Arthur Frayler      | USA Estados Unidos | 15:34.34 | Q    |
| 3    | 2       | 6    | Arturo Pérez Vertti | MEX México         | 15:36.74 | Q    |
| 4    | 1       | 5    | Lucas Kanieski      | BRA Brasil         | 15:39.79 | Q    |
| 5    | 2       | 3    | Juan Martín Pereyra | ARG Argentina      | 15:40.44 | Q    |
| 6    | 1       | 3    | Alejandro Gómez     | VEN Venezuela      | 15:40.75 | Q    |
| 7    | 1       | 6    | Martín Naidich      | ARG Argentina      | 15:49.51 | Q    |
| 8    | 1       | 7    | Ricardo Monasterio  | VEN Venezuela      | 15:50.65 | Q    |
| 9    | 2       | 2    | Daniel Delgadillo   | MEX México         | 15:54.15 |      |
| 10   | 2       | 7    | Esteban Enderica    | ECU Equador        | 16:07.78 |      |
| 11   | 1       | 2    | Mateo de Angulo     | COL Colômbia       | 16:10.45 |      |
| 12   | 2       | 1    | Sebastián Jahnsen   | PER Peru           | 16:16.90 |      |
| 13   | 2       | 5    | Luiz Arapiraca      | BRA Brasil         | 16:28.19 |      |

### Final
| Pos.              | Raia | Nadador             | País               | Tempo    | Obs. |
| ----------------- | ---- | ------------------- | ------------------ | -------- | ---- |
| Medalha de ouro   | 5    | Arthur Frayler      | USA Estados Unidos | 15:19.59 |      |
| Medalha de prata  | 4    | Joseph Feely        | USA Estados Unidos | 15:22.19 |      |
| Medalha de bronze | 2    | Juan Martín Pereyra | ARG Argentina      | 15:26.20 |      |
| 4                 | 3    | Arturo Pérez Vertti | MEX México         | 15:30.94 |      |
| 5                 | 6    | Lucas Kanieski      | BRA Brasil         | 15:31.23 |      |
| 6                 | 7    | Alejandro Gómez     | VEN Venezuela      | 15:44.03 |      |
| 7                 | 1    | Martín Naidich      | ARG Argentina      | 15:46.98 |      |
| 8                 | 8    | Ricardo Monasterio  | VEN Venezuela      | 16:05.64 |      |

Legenda
| Recorde mundial                  | Recorde mundial (World record)               |                       | Recorde africano                      | Recorde africano (African) |                                           | Q | Classificado por posição (Qualified) |
| Recorde dos Jogos Pan-Americanos | Recorde pan-americano (Pan-American record)  | Recorde da América    | Recorde da América (Americas)         | q                          | Classificado por melhor tempo (Qualified) |   |                                      |
| Melhor marca do ano              | Melhor marca do ano (World leading)          | Recorde asiático      | Recorde asiático (Asian)              | DNS                        | Não largou (Did not start)                |   |                                      |
| Recorde nacional                 | Recorde nacional (National record)           | Recorde europeu       | Recorde europeu (European)            | DNF                        | Não terminou (Did not finish)             |   |                                      |
| Recorde pessoal                  | Recorde pessoal do atleta (Personal best)    | Recorde da Oceania    | Recorde da Oceania (Oceania)          | DSQ / DQ                   | Desclassificado (Disqualified)            |   |                                      |
| Recorde da temporada             | Recorde da temporada do atleta (Season best) | Recorde sul-americano | Recorde sul-americano (South America) | NM                         | Sem marca (No mark)                       |   |                                      |